# Mölndal (Gemeinde)
Koordinaten: 57° 39′ N, 12° 1′ O

Mölndal ist eine Gemeinde südlich von Göteborg in der westschwedischen Provinz Västra Götaland und den historischen Provinzen Västergötland und Halland. Hauptort ist der Ort Mölndal.

## Geschichte
Der Name "Mölndal" ist abgeleitet von Möllornas dal, Tal der Mühlen. Die Wassermühlen waren im 19. Jahrhundert ein maßgeblicher Faktor für die Entstehung und den Aufschwung vor allem der Papier- und Textilindustrie.
Heute ist Mölndal insbesondere durch die Nähe zu Göteborg Sitz zahlreicher multinationaler Konzerne wie Ericsson und AstraZeneca.
Nach dem Mord an der 22-jährigen schwedischen Helferin Alexandra Mezher am 25. Januar 2016 in einer Flüchtlingsunterkunft für unbegleitete minderjährige Flüchtlinge in Mölndal kam es zu weltweiten Berichterstattung.

## Infrastruktur
In der Nähe des Ortes Lindome befindet sich die Stromrichterstation der HGÜ Kontiskan.

## Orte
Folgende Orte sind Ortschaften (tätorter):
- Teile des Ballungsraums Göteborg
- Hällesåker
- Kållered
- Lindome
- Tulebo

Der Hauptort Mölndal ist Teil des Ballungsraums Göteborg.

## Bekannte Söhne der Gemeinde
- Claes Hake (* 1945), Grafiker und Bildhauer
- Morgan Alling (* 1968), Schauspieler, Synchronsprecher, Drehbuchautor, Schriftsteller sowie Film- und Theaterregisseur
- Andreas Malm (* 1977), Humangeograph, Humanökologe, Politikjournalist und Sachbuchautor